# MTV Movie Awards 2003

Logo

La 12ª edizione degli MTV Movie Awards si è svolta il 31 maggio 2003 allo Shrine Auditorium di Los Angeles, California, ed è stata presentata da Justin Timberlake e Seann William Scott.

## Performance musicali
Nel corso dello spettacolo si sono esibiti:
- Pink (Feel Good Time)
- 50 Cent (In da Club)
- t.A.T.u. (All the Things She Said, Not Gonna Get Us)

## Parodie (Movie Spoofs)
Nel corso dello spettacolo sono stati parodiati:
- Matrix Reloaded
- Charlie's Angels

## Vincitori e candidati
I vincitori sono indicati in grassetto.

### Miglior film (Best Movie)
- Il signore degli anelli - Le due torri (The Lord of the Rings: The Two Towers), regia di Peter Jackson
- La bottega del barbiere, regia di Tim Story
- 8 Mile, regia di Curtis Hanson
- The Ring, regia di Gore Verbinski
- Spider-Man, regia di Sam Raimi

### Miglior performance maschile (Best Male Performance)
- Eminem - 8 Mile
- Vin Diesel - xXx
- Leonardo DiCaprio - Prova a prendermi (Catch Me If You Can)
- Tobey Maguire - Spider-Man
- Viggo Mortensen - Il signore degli anelli - Le due torri (The Lord of the Rings: The Two Towers)

### Miglior performance femminile (Best Female Performance)
- Kirsten Dunst - Spider-Man
- Halle Berry - Agente 007 - La morte può attendere (Die Another Day)
- Kate Hudson - Come farsi lasciare in 10 giorni (How to Lose a Guy in 10 Days)
- Queen Latifah - Chicago
- Reese Witherspoon - Tutta colpa dell'amore (Sweet Home Alabama)

### Miglior performance rivelazione maschile (Breakthrough Male Performance)
- Eminem - 8 Mile
- Nick Cannon - Drumline
- Kieran Culkin - Igby Goes Down
- Derek Luke - Antwone Fisher
- Ryan Reynolds - Maial College (National Lampoon's Van Wilder)

### Miglior performance rivelazione femminile (Breakthrough Female Performance)
- Jennifer Garner - Daredevil
- Kate Bosworth - Blue Crush
- Maggie Gyllenhaal - Secretary
- Eve - La bottega del barbiere
- Beyoncé - Austin Powers in Goldmember
- Nia Vardalos - Il mio grosso grasso matrimonio greco (My Big Fat Greek Wedding)

### Miglior performance comica (Best Comedic Performance)
- Mike Myers - Austin Powers in Goldmember
- Will Ferrell - Old School
- Cedric the Entertainer - La bottega del barbiere
- Johnny Knoxville - Jackass: The Movie
- Adam Sandler - Mr. Deeds

### Miglior cattivo (Best Villain)
- Daveigh Chase - The Ring
- Willem Dafoe - Spider-Man
- Daniel Day-Lewis - Gangs of New York
- Colin Farrell - Daredevil
- Mike Myers - Austin Powers in Goldmember

### Miglior performance di gruppo (Best On-Screen Team)
- Elijah Wood, Sean Astin e Gollum - Il signore degli anelli - Le due torri (The Lord of the Rings: The Two Towers)
- Kate Bosworth, Michelle Rodriguez e Sanoe Lake - Blue Crush
- Jackie Chan e Owen Wilson - Due cavalieri a Londra (Shanghai Knights)
- Will Ferrell, Vince Vaughn e Luke Wilson - Old School
- Johnny Knoxville, Bam Margera, Steve-O e Chris Pontius - Jackass: The Movie

### Miglior performance virtuale (Best Virtual Performance)
- Gollum - Il signore degli anelli - Le due torri (The Lord of the Rings: The Two Towers)
- Yoda - Star Wars Episodio II - L'attacco dei cloni (Star Wars Episode II: Attack of the Clones)
- Kangaroo Jack - Kangaroo Jack - Prendi i soldi e salta (Kangaroo Jack)
- Dobby - Harry Potter e la camera dei segreti (Harry Potter and the Chamber of Secrets)
- Scooby-Doo - Scooby-Doo

### Miglior bacio (Best Kiss)
- Tobey Maguire e Kirsten Dunst - Spider-Man
- Ben Affleck e Jennifer Garner - Daredevil
- Nick Cannon e Zoe Saldana - Drumline
- Leonardo DiCaprio e Cameron Diaz - Gangs of New York
- Adam Sandler e Emily Watson - Ubriaco d'amore (Punch-Drunk Love)

### Miglior combattimento (Best Fight)
- Yoda contro Christopher Lee - Star Wars Episodio II - L'attacco dei cloni (Star Wars Episode II: Attack of the Clones)
- Jet Li contro gli Ultimate Fighters - Amici x la morte (Cradle 2 the Grave)
- Johnny Knoxville contro Butterbean - Jackass: The Movie
- Fann Wong contro le Guardie di Palazzo - Due cavalieri a Londra (Shanghai Knights)
- Tobey Maguire contro Willem Dafoe - Spider-Man

### Miglior sequenza d'azione (Best Action Sequence)
- La battaglia del fosso di Helm - Il signore degli anelli - Le due torri (The Lord of the Rings: The Two Towers)
- Lo schianto sulla Highway 23 - Final Destination 2
- La fuga - Minority Report
- Il conflitto nell'arena - Star Wars Episodio II - L'attacco dei cloni (Star Wars Episode II: Attack of the Clones)

### Miglior performance rivelazione "transatlantica" (Best Trans-Atlantic Breakthrough Performance)
- Colin Farrell - In linea con l'assassino (Phone Booth)
- Orlando Bloom - Il signore degli anelli - Le due torri (The Lord of the Rings: The Two Towers)
- Keira Knightley - Sognando Beckham (Bend It Like Beckham)
- Jude Law - Era mio padre (Road to Perdition)
- Rosamund Pike - Agente 007 - La morte può attendere (Die Another Day)